# Medaillon (onderscheiding)
Een medaillon is het op een ridderkruis of ster van een onderscheiding of ridderorde gelegde hartschildje.
Meestal is dat rond en in de heraldiek kan een schild, in veler ogen, niet rond zijn. Daarom spreekt men dan van een medaillon.
Niet iedere onderscheiding kreeg de gebruikelijke vorm van een kruis of ster. Een onderscheiding kan ook de vorm van een rond of ovaal medaillon, dat al dan niet geëmailleerd is, hebben.